# Jack Douglass
John Patrick "Jack" Douglass, również jacksfilms (ur. 30 czerwca 1988 w Columbii) – amerykański youtuber i komik.
Od 2006 publikuje zdobywające coraz większą popularność filmy w serwisie YouTube. Rozpoznawalność zdobył dzięki serii filmów parodiujących reklamy (The Jesus Christ Sponge, The WTF Blanket). Znany jest z tworzenia parodii, skeczy oraz autorskich serii (YGS, YIAY, Jackask). W lipcu 2017 jego kanał osiągnął 3 miliony subskrypcji i 1,1 miliarda wyświetleń.